# Politimanden
Politimanden (russisk: Майор) er en russisk spillefilm fra 2013 af Jurij Bykov.

## Medvirkende
- Denis Sjvedov som Sergei Sobolev
- Jurij Bykov som Pavel Korsjunov
- Ilja Isajev som Tolja Merkulov
- Dmitrij Kulitjkov som Gutorov
- Boris Nevzorov som Aleksej Pankratov